# Grigory Kaminsky
Grigory Naumovich Kaminsky (en azéri : Griqoriy Kaminski Naum oğlu, en russe : Каминский, Григорий Наумович ; 1er novembre 1895 à Ekaterinoslav en Ukraine - 10 février 1938 à Moscou) est un homme politique soviétique qui fut le deuxième premier secrétaire du Parti communiste azerbaïdjanais et l'un des fondateurs du système de santé en Union soviétique.

## Jeunesse
Kaminsky est né dans la famille d'un forgeron juif à Ekaterinoslav, dans l'empire russe (de nos jours Dnipro, en Ukraine). Il est diplômé de l'Université d'État Lomonossov de Moscou avec un diplôme en études médicales. Kaminsky était un participant actif du mouvement révolutionnaire de la jeunesse depuis 1915 ; il fut persécuté et arrêté pour ses activités politiques.

## Carrière politique
En 1917, il devient membre du bureau de Moscou du Parti ouvrier social-démocrate de Russie, secrétaire puis président du Comité du parti à la ville de Toula, il sert également dans l'administration de la 2e armée. Il fut le délégué de Toula au VIème congrès du parti bolchévique de 1917. Il a été superviseur des journaux de la région, en particulier directeur et premier rédacteur en chef (1918-1920) du journal provincial de Toula Kommunar. Succédant au chef historique Mirza Davud Huseynov le 23 octobre 1920 (jusqu'en juillet 1921), Kaminsky était le premier secrétaire du Parti communiste d'Azerbaïdjan, président de la commune de Bakou et des députés de l'Armée rouge. En 1922-23 , il a été président du comité central du syndicat panrusse des travailleurs de la terre et des forêts Vserabotzemles et, en 1928-29, président de l'union des collectifs agricoles (centre kolkhozien.) A ces postes, il fut un des leaders de la collectivisation.
En 1930, il est nommé secrétaire du Comité du parti de Moscou du parti communiste russe. En 1934-1937, il a été commissaire du peuple à la santé de la fédération de Russie puis de l'URSS. Il est crédité d'un travail considérable dans l'établissement de la production de médicaments, la préparation du personnel médical, la lutte contre le paludisme en Union soviétique et la promotion de la science médicale dans le système éducatif . En juillet 1935, le nom de Kaminsky a été donné à l'institut médical de Sverdlovsk.

## Victime de laterreurstalinienne
Il fut l'un des accusateurs de Rykov, accusé en 1936 d'avoir préparé un attentat contre Staline en avril 1932. Pourtant, quelques heures après son discours controversé devant le Comité Central, se plaignant des arrestations injustifiées de personnes par le NKVD, il est lui aussi arrêté le 25 juin 1937 et condamné à mort le 8 février 1938. Il a été exécuté par un peloton d'exécution. Il a été réhabilité à titre posthume le 2 mars 1955.